# Band des Bundes
Band des Bundes är Berlins regeringskvarters nya byggnader och områden i nordöstra delen av Tiergarten vid floden Spree.
Bland byggnaderna ingår:
- Kanzlerpark
- Bundeskanzleramt
- Bürgerforum (planerat)
- Paul-Löbe-Haus
- Marie-Elisabeth-Lüders-Haus